# Miopatia inflamatória
A miopatia inflamatória (CID - 10 : M33 , G72.4) é uma doença caracterizada por fraqueza e inflamação dos músculos e (em alguns tipos) dor muscular. A causa de muitas miopatias inflamatórias é desconhecida (idiopática), e tais casos são classificados de acordo com seus sinais e sintomas e achados eletromiográficos, de ressonância magnética e laboratoriais. Também pode estar associado ao câncer subjacente. As principais classes de miopatia inflamatória idiopática são polimiosite (PM), dermatomiosite (DM) e miosite por corpos de inclusão (MCI). Objeto de atenção por parte da especialidade médica da reumatologia. 

## Diagnóstico
Há uma série de causas conhecidas de miopatia, e somente quando elas forem descartadas é que um clínico atribuirá uma síndrome de miopatia inflamatória idiopática a um caso. Os critérios usuais para o diagnóstico de polimiosite são fraqueza nos músculos da cabeça, pescoço, tronco, parte superior dos braços ou parte superior das pernas; concentrações séricas elevadas de algumas enzimas musculares, como a creatina quinase; alterações musculares não saudáveis na eletromiografia ; e achados de biópsia de (i) degeneração e regeneração de células musculares e (ii) infiltrados inflamatórios crônicos em células musculares. Se erupção heliotrópica (roxo) ou pápulas de Gottron também estão presentes, então o diagnóstico é dermatomiosite. Na dermatomiosite, a miosite pode não ser clinicamente aparente, mas detectável por biópsia ou ressonância magnética.  Se os critérios para polimiosite forem atendidos, mas a fraqueza muscular também afetar as mãos e os pés ou não for acompanhada de dor, deve-se suspeitar de miosite por corpos de inclusão.e confirmar quando a biópsia de células musculares revelar (i) vacúolos citoplasmáticos circundados por grânulos basofílicos e (ii) infiltrado inflamatório compreendendo principalmente linfócitos T CD8 e macrófagos; e a microscopia eletrônica revela inclusões filamentosas tanto no citoplasma quanto no núcleo. 

## Tratamento
Houve poucos ensaios de tratamento randomizados, devido à relativa raridade de miopatias inflamatórias. O objetivo do tratamento é melhorar as atividades da vida diária e a força muscular. A supressão da atividade do sistema imunológico (imunossupressão ) é a estratégia de tratamento. Pacientes com polimiosite ou dermatomiosite quase sempre melhoram em algum grau em resposta ao tratamento, pelo menos inicialmente, e muitos se recuperam totalmente com a terapia de manutenção. Se não houver melhora inicial com o tratamento,  o diagnóstico deve ser cuidadosamente reexaminado. Não há terapia eficaz comprovada para MCI, e a maioria dos pacientes MCI precisará de dispositivos de assistência, como bengala, andador ou uma cadeira de rodas. Quanto mais tarde a MCI surge, mais agressiva ela parece ser. 

### Polimiosite e dermatomiosite
Em casos graves de Polimiosite e dermatomiosite com sinais sistêmicos, pode-se usar corticóide intravenoso inicial de três a cinco dias (metilprednisolona); mas normalmente o tratamento começa com uma única dose alta diária (após o café da manhã) de corticosteroide oral (prednisona). Depois de um mês ou mais, a força da dose a cada dois dias é reduzida muito gradualmente ao longo de três a quatro meses, para minimizar os efeitos negativos da prednisona. Quando uma dose alta de prednisona não pode ser reduzida sem perda de força muscular, ou quando a prednisona é eficaz, mas está produzindo complicações significativas, imunossupressores orais "poupadores de esteróides", como azatioprina, micofenolato de mofetil, metotrexato e ciclosporina, podem ser usados em combinação com prednisona reduzida. Algumas dessas drogas poupadoras de esteróides podem levar vários meses para demonstrar um efeito. 
Para minimizar os efeitos colaterais, os pacientes em uso de corticosteroides devem seguir uma dieta rigorosamente rica em proteínas, pobre em carboidratos e pobre em sal; e com o uso prolongado de corticosteroides, deve-se considerar um suplemento diário de cálcio e um suplemento semanal de vitamina D (e uma dose semanal de Fosamax para mulheres pós-menopáusicas).  Para pacientes que não respondem a essa abordagem, há evidências fracas que apóiam o uso de imunoglobulina intravenosa, ciclosporina, tacrolimus, micofenolato de mofetil e outros agentes; e estudos com rituximabe indicaram um potencial efeito terapêutico. 

### Miosite por corpos de inclusão
Apesar de sua apresentação clínica muito semelhante à polimiosite, a miosite por corpos de inclusão não responde aos medicamentos que tratam efetivamente a polimiosite e não há terapia comprovadamente eficaz para a miosite por corpos de inclusão.  O alentuzumabe está sendo estudado, mas até maio de 2013 não havia demonstrado eficácia clínica na miosite por corpos de inclusão.  A disfagia (dificuldade para engolir) pode ser melhorada por imunoglobulina intravenosa, embora mais estudos sejam necessários.  Exercícios sistemáticos e não cansativos de fortalecimento da força demonstraram benefícios. Terapeutas ocupacionais e de reabilitação podem oferecer bons conselhos sobre como caminhar sem cair e realizar tarefas motoras finas, e podem fornecer bengalas, órteses e cadeiras de rodas apropriadas. Os fonoaudiólogos podem fornecer conselhos sobre como prevenir episódios de engasgo e reduzir a ansiedade de uma aspiração imanente para pacientes e cuidadores. 

## Epidemiologia
Todos os anos, entre 2,18 e 7,7 pessoas por milhão recebem um diagnóstico de polimiosite ou dermatomiosite.  Cerca de 3,2 crianças por milhão por ano são diagnosticadas com dermatomiosite (denominada dermatomiosite juvenil), com idade média de início de sete anos. O diagnóstico de dermatomiosite em adultos geralmente ocorre entre 30 e 50 anos de idade. A polimiosite é uma doença do adulto, geralmente surgindo após os vinte anos de idade. Polimiosite e dermatomiosite são mais comuns em mulheres, mais comuns em caucasianos e menos comuns em asiáticos. A qualquer momento, cerca de 35,5 pessoas por milhão têm miosite por corpos de inclusão.; surge após os 30 anos (geralmente após os 50), podendo ser mais comum no sexo masculino. 